# 长萼石莲
长萼石莲（学名：Sinocrassula ambigua）为景天科石莲属的植物，为中国的特有植物。分布于中国大陆的四川、云南等地，生长于海拔2,000米至3,000米的地区，一般生长在山坡石上，目前尚未由人工引种栽培。